# Jazz on a Summer's Day
Jazz on a Summer's Day é um documentário de 1959, de Bert Stern e Aram Avakian.
O filme se passa em um dia no Newport Jazz Festival, em 1958.

## Elenco
- Jimmy Giuffre
- Thelonious Monk
- Henry Grimes
- Sonny Stitt
- Sal Salvador
- Anita O'Day
- George Shearing
- Dinah Washington
- Gerry Mulligan
- Big Maybelle
- Chuck Berry
- Chico Hamilton
- Louis Armstrong
- Jack Teagarden
- Mahalia Jackson